# Arthur Semay
Arthur Semay (Bosvoorde, 9 augustus 1955 – Lochristi, 18 november 2010) was een Vlaams acteur.

## Carrière
Semay speelde in zijn acteercarrière in verscheidene Vlaamse televisieproducties en langspeelfilms. Vaak bleef zijn bijdrage beperkt tot bijrollen. Door zijn schorre stem en stoppelbaard werd hij regelmatig gecast als slechterik. Zo was hij in 1988 te zien als een ongure kerel in de kinderserie Postbus X. Enkele jaren voordien was hij kort te zien in de film Springen van Jean-Pierre De Decker.
In 1993 was Semay te zien in de film Daens van regisseur Stijn Coninx. Hij speelde een arme arbeider wiens dochter net gestorven is. Datzelfde jaar speelde Semay in de tv-serie Bex & Blanche. Gedurende de jaren 90 stapelde hij de bijrollen in tv-reeksen op. Zo was hij te zien in F.C. De Kampioenen, W817 (televisieserie), Familie Backeljau, Wittekerke, Lili en Marleen, Windkracht 10 en Heterdaad.
Na de eeuwwisseling was Semay steeds minder op televisie te zien, al had hij nog kleine rollen in onder meer Flikken, Matroesjka's en Zone Stad. Een van zijn laatste vertolkingen was er een als huurmoordenaar in de aflevering Moord op de antiquair van de politieserie Aspe.
Semay bleef zijn hele carrière lang actief in de theaterwereld. Hij overleed onverwachts op 18 november 2010. Hij werd 55 jaar.

## Filmografie

### Televisie
- 1983 - Merlina (2 afleveringen)
- 1988 - Postbus X (1 aflevering)
- 1988 - De zoete smaak van goudlikeur (tv-film)
- 1990 - Mama mijn papa (tv-film)
- 1990 - Alfa Papa Tango (2 afleveringen)
- 1992 - Het contract (tv-film)
- 1993 - Bex & Blanche (5 afleveringen)
- 1993 - Langs de Kade (1 aflevering)
- 1993 - F.C. De Kampioenen (aflevering De motorfiets)
- 1994-1995 - De Familie Backeljau - gastrol als technieker in aflevering Pizza-time, bijrol als Petunia Daelemans
- 1995 - Wittekerke
- 1996 - Lili en Marleen - Marcello (aflevering De Siciliaan)
- 1997 - Windkracht 10 (1 aflevering)
- 1997 - Heterdaad (1 aflevering)
- 1999 - Dat is nooit mijn naam geweest (tv-film)
- 2000 - W817 (1 aflevering)
- 2000 - Recht op Recht (1 aflevering)
- 2000 - Café Majestic (1 aflevering)
- 2001 - Thuis
- 2001 - Flikken (1 aflevering)
- 2003 - Spoed (2 afleveringen)
- 2005 - Matroesjka's (Klant in Club 69, 1 aflevering)
- 2005 - Zone Stad (1 aflevering)
- 2006 - Aspe (1 aflevering)

### Langspeelfilms
- 1985 - Springen
- 1985 - De Leeuw van Vlaanderen
- 1992 - Daens
- 2002 - Meisje
- 2003 - Quand tu descendras du ciel